# Шоимарешти (Њамц)
Шоимарешти (рум. Șoimărești) насеље је у Румунији у округу Њамц у општини Драганешти. Oпштина се налази на надморској висини од 304 m.

## Становништво
Према подацима из 2002. године у насељу је живело 390 становника, од којих су сви румунске националности.